# Teofil Kuczyński
Teofil Kuczyński (ur. 4 sierpnia 1865 w Janowie koło Kwidzyna, zm. 15 sierpnia 1924 w Radoszkach koło Brodnicy) – polski duchowny katolicki, działacz narodowy i społeczny, wieloletni proboszcz w pomorskich Radoszkach.
Pochodził z rodziny nauczycielskiej, był synem Jana i Doroty z Domańskich. W latach 1876–1884 uczęszczał do Collegium Marianum w Pelplinie, naukę kontynuował w gimnazjum w Chełmnie. Udzielał się w latach szkolnych w organizacji filomatów pomorskich, pełniąc obowiązki kółkowego. W 1888 zakończył edukację gimnazjalną egzaminem dojrzałości i przez pewien czas był nauczycielem domowym w Działowie u rodziny ziemiańskiej Działowskich. Wkrótce wstąpił do pelplińskiego Seminarium Duchownego. 12 marca 1893 przyjął święcenia kapłańskie.
Pełnił posługę duszpasterską kolejno jako wikariusz w Grudziądzu, Toruniu (parafia św. Jakuba), Lubiszewie (1897-1904). 24 sierpnia 1904 objął probostwo w Radoszkach, na którym pozostał do końca życia. Dodatkowo od 1920 z nominacji biskupa chełmińskiego Augustyna Rosentretera pełnił funkcję dziekana górznieńsko-lidzbarskiego.
Od początku pracy kapłańskiej zaangażowany był w polski ruch narodowy. Był członkiem m.in. Towarzystwa Naukowego w Toruniu (od 1897) oraz stowarzyszenia "Straż", zajmującego się krzewieniem oświaty wśród ludu. Udzoelał się w Towarzystwie Czytelni Ludowych, pełnił obowiązki delegata na powiat brodnicki (1906-1910) i prezesa komitetu powiatowego (1918-1919) w tej organizacji. W 1914 wszedł do grona udziałowców spółki "Dom Katolicki" w Brodnicy. W 1906 za odczytanie z ambony odezwy duchowieństwa dekanatu lubawskiego w sprawie przywrócenia szkolnego nauczania religii w języku polskim obłożony został przez władze grzywną.
Pozostał aktywny w ruchu polskim w latach starań o wyzwolenie Pomorza, był członkiem Powiatowej Rady Ludowej w Brodnicy (1918-1920) oraz współorganizatorem Rady Ludowej i Straży Ludowej w Radoszkach. Agitował na wiecach narodowych, werbując ochotników do wojska polskiego i namawiając do płacenia podatku narodowego.
Zmarł 15 sierpnia 1924 w Radoszkach, pochowany został na miejscowym cmentarzu.